# Nazionale maschile di pallacanestro del Lussemburgo
La nazionale maschile di pallacanestro del Lussemburgo rappresenta il Lussemburgo alle competizioni internazionali maschili di pallacanestro organizzate dalla FIBA. È gestita dalla Federazione cestistica del Lussemburgo.

## Storia
La nazionale lussemburghese non ha mai partecipato ad Olimpiadi e Mondiali, ma ha disputato tre edizioni dei Campionati Europei: 1946, 1951 e 1955, ottenendo rispettivamente ottavo, diciassettesimo e quindicesimo posto, con un record totale di quattro partite vinte e sedici perse.

Da allora non si è più classificata per competizioni di rilievo.

## Piazzamenti
Europei
- 1946 - 8°
- 1951 - 17°
- 1955 - 15°

## Formazioni

### Europei
Campionato europeo maschile di pallacanestro 19463 Achen, 4 Bicheler, 5 Colling, 6 Heyart, 7 Kelsen, 8 Kohn, 9 Konsbruck, 10 Linck, 11 Poncin, 12 Scheuren,        All. Henri Heyart
Campionato europeo maschile di pallacanestro 1951Neumann, Steffen, Ley, Schmalen, Dentzer, Eyschen, Gales, Birel, Guillen, Steinmetz, Konsbruck, Haas, Linster, Frantz, All. Pierrot Conter
Campionato europeo maschile di pallacanestro 19553 Steinmetz, 4 Birel, 5 Wolter, 6 Lettal, 7 Kemp, 8 Schmalen, 9 Kieffer, 10 Simon, 11 Lickes, 12 Scharlé, 13 Meyers, 14 Christophory,        All. Pierre Kelsen

## Nazionali giovanili
- Selezioni giovanili della nazionale maschile di pallacanestro del Lussemburgo